# ایکوکین (دهانه)
ایکوکین یک دهانه برخوردی در ماه‌ است.